# Tortula ferruginea
Tortula ferruginea är en bladmossart som beskrevs av Edwin Bunting Bartram 1964-65 [1965. Tortula ferruginea ingår i släktet tussmossor, och familjen Pottiaceae. Inga underarter finns listade i Catalogue of Life.